# Poetry (filme)
Poesia (em coreano: 시 ;Hanja: 詩; RR: Si) é um filme de drama sul-coreano de 2010 escrito e dirigido por Lee Chang-dong. Conta a história de uma mulher suburbana de 60 anos que começa a desenvolver um interesse por poesia enquanto luta contra a doença de Alzheimer. É protagonizado por Yoon Jeong-hee em seu primeiro papel no cinema desde 1994. 
O filme foi selecionado para a competição principal do Festival de Cannes de 2010, onde venceu o Prêmio de Melhor Roteiro. Outros prêmios incluem o Grand Bell Awards de Melhor Filme e Melhor Atriz, o Blue Dragon Film Awards de Melhor Atriz, o Los Angeles Film Critics Association Award de Melhor Atriz e o Asia Pacific Screen Award de Melhor Diretor e Melhor Performance de uma Atriz.

## Elenco
- Yoon Jeong-hee como Yang Mi-ja
- Lee David como Jong-wook
- Kim Hee-ra como Mr. Kang
- Ahn Nae-sang como Pai de Ki-beom
- Kim Yong-taek como Kim Yong-taek
- Park Myeong-sin como Mãe de Hee-jin
- Min Bok-gi as Pai de Sun-chang
- Kim Hye-jung como Jo Mi-hye
- Kim Hye-jung como Sick Elderly

## Recepção
O filme tem 100% de aprovação da crítica no Rotten Tomatoes, com média ponderada de 8,64/10. O consenso crítico do site diz: "Poesia é um drama absorvente e comovente porque não oferece respostas fáceis para seu complexo conflito central". No Metacritic, com base em 23 análises críticas, o filme teve uma pontuação de 87 de 100, categorizando-o como tendo recebido "aclamação universal".